# Jan Vering
Jan Vering (* 6. Mai 1954 in Münster; † 1. Januar 2021 in Wilnsdorf) war ein deutscher Gospelsänger, Zeitungsredakteur und Dramaturg am Apollo-Theater in Siegen.

## Leben
Jan Vering wurde in Münster geboren und wuchs in Norddeutschland in Vechta auf. Sein Interesse an Gospelmusik wurde bereits im Alter von sechs Jahren durch eine Spiritual-Schallplatte von Odetta geweckt. Es folgten prägende Platten von Mahalia Jackson, die er als 12-Jähriger im Konzert erlebte, sowie John Littleton (mit dem er in den frühen 80er Jahren bei einer Aufzeichnung für den französischen Sender Antenne 1 zusammentraf) und dem Golden Gate Quartet (das er 2007 für das Apollo-Theater Siegen engagierte). Die Vorliebe für Gospelmusik vertiefte sich auf einer Reise nach New Orleans. Nachdem er ausgeraubt worden war, fand er bei der Gospelsängerin Miriam Culman, die mit ihrer Familie mitten in einem Ghetto wohnte, Unterkunft.
Vier Musikkassetten, veröffentlicht von Fritz Blanke im kleinen Krelinger Kassettenverlag, entstanden zwischen 1973 und 1976, außerdem der Livemitschnitt eines Konzertes in Bordeaux. Erste Konzerttourneen – begleitet von den Gitarristen Wolfgang Schoenke und Wilfried Grenz und/oder dem Pianisten Roland Nötzelmann – führten allmählich in alle Winkel der Bundesrepublik Deutschland, bald auch darüber hinaus.
Verings Programme enthielten damals Spirituals, Gospelsongs und Ellington-Titel, aber auch Lieder wie die Seeräuberjenny von Brecht/Weill. Seine im Wortsinne merk-würdige Mischung verband er durch Moderationen, die seinerzeit als ungewöhnlich, oft komödiantisch, immer aber Diskussionen auslösend empfunden wurden. Eingeladen wurde er sowohl von evangelischen, katholischen oder freikirchlichen Gemeinden wie auch von Kulturämtern, Jazzclubs, Jugendzentren und Kirchentagen.
1978 veröffentlichte Vering sein „richtiges“ deutsches Debüt, die Platte Shout For Joy, ein in Marburg aufgenommenes Livealbum mit dem Wetzlarer Jugendchor unter der Leitung von Margret Birkenfeld und produziert von Johannes Nitsch. In Zusammenarbeit mit Margret Birkenfeld und dem Wetzlarer Kinderchor folgte 1981 die Kinderplatte Dicke und dünne Lieder und Leute, die vorwiegend Chansons des französischen Dominikaners Pere Cocagnac enthielt, mit dem Vering zwei Jahre später in Paris zusammen in einer Fernsehsendung auftrat. 1981 gaben Jan Vering und die Sängerin Pat Garcia gemeinsam ihre ersten Weihnachtskonzerte unter dem Motto Black And White together.
1983 gewannen Texter Christian A. Schwarz und Komponist Siegfried Fietz den Sänger für ihr Konzept Ich habe einen Traum um Martin Luther King. Das Programm wurde Verings bekannteste Veröffentlichung – ebenso die alljährlichen Konzerttourneen mit dem King-Programm. Die Platte wurde auf der bundesdeutschen „Bestenliste“ geführt. 2009 brachte Vering diese Songs in einem zweieinhalbstündigen szenischen Konzeptabend im Siegener Apollo-Theater erneut auf die Bühne, zusammen mit dem Vokalensemble TonArt und einer vierköpfigen Band. Aus zwei geplanten Theateraufführungen wurden zur Überraschung aller Beteiligten 40 ausverkaufte Vorstellungen – die erfolgreichste Eigenproduktion des jungen Siegener Theaters bislang. Am 31. Oktober 2017 kam die Produktion erneut auf den Apollo-Spielplan.
Als Lieblings-LP bezeichnete Vering sein jazziges Album How It Feels To Be Free, das 1984 erschien. 1985 ging der Sänger für die Studentenmission Deutschland auf Tour durch zehn deutsche Universitätsstädte, unter anderem Mainz, Bonn und München. Regelmäßig tourte er damals auch in der DDR.
Jan Vering engagierte sich neben der Musikertätigkeit journalistisch, kulturell und sozial – er war jahrelang Leiter einer Lebensgemeinschaft junger Menschen mit kriminellem Hintergrund bzw. Alkohol- und Drogenproblemen in Verden an der Aller. Zusammen mit der Malerin Margret Knoop-Schellbach gestaltete er in Lobenhausen (bei Körle) die „Kirche zu den Seligpreisungen“ sowie das Margret-Knoop-Schellbach-Museum im Körler Rathaus. Nach 18 Jahren und europaweit über 2.500 Konzerten zog sich Vering Anfang 1989 – für viele überraschend – aus der Konzertszene zurück. Im Folgenden arbeitete er 18 Jahre lang als Kulturredakteur bei der Westfälischen Rundschau sowie seit 2007 als Dramaturg für Musik und Medien am Apollo-Theater in Siegen.
Auch im klassischen Orchesterbereich war der Interpret gefragt, etwa als Stimme des Überlebenden in Arnold Schönbergs A Survivor from Warshaw, bei Camille Saint-Saëns’ Karneval der Tiere, der Beethoven’schen Goethe-Vertonung von Egmont, Sergei Prokofjews Peter und der Wolf oder als Sprecher der sinfonischen Dichtung Ahab! Als Moderator agierte der Musik-Dramaturg beim Deutschen Chorfest Bremen, fünf „Sing&Swing“-Festivals, dem Internationalen Deutschen Barbershop-Festival usw.
Seit dem 1. Januar 2018 lebte Vering im Ruhestand.
In der Nacht auf den Neujahrstag 2021 starb Jan Vering in einem Pflegeheim in Wilnsdorf. Im Februar 2021 hätte er Presseberichten zufolge wegen des Vorwurfs, sich in elf Fällen sexuell an Jugendlichen vergangen zu haben, und weiterer Vorwürfe wie des versuchten Missbrauchs und des Besitzes kinder- und jugendpornografischer Schriften bzw. Dateien in Siegen vor Gericht stehen sollen.

## Werke

### Bücher
- Zeugen zur Sache. Hänssler, Holzgerlingen 1981
- Ein Lesebuch. Oncken, Kassel 1988
- Siegfried Fietz – Von guten Mächten und bewegten Zeiten. Gerth Medien, Asslar 2011, ISBN 978-3-86591-582-5.
- Aufbruch wagen: Skulputen, Bilder. Kunstbroschüre. Abakus Musik Barbara Fietz, Greifenstein 2012

### Hörbücher
- Liedbeschreibung. ERF-Verlag, Wetzlar 1988
- Zeugen zur Sache. ERF-Verlag, Wetzlar 1988
- Biografie von Siegfried Fietz: Von guten Mächten und bewegten Zeiten. Abakus Musik, Greifenstein 2017

### Diskografie (Soloalben)
| Jahr | Titel                                     | Mitwirkende | Label          |
| ---- | ----------------------------------------- | --- | -------------- |
| 1978 | Shout For Joy                             | Wetzlaer Jugendchor, Johannes Nitsch                                                                                        | Lord Records   |
| 1980 | Dicke und dünne Lieder und Leute          | Wetzlaer Kinderchor, Johannes Nitsch                                                                                        | Kitty          |
| 1982 | Wieder live                               | Jürgen Werth, Hartmut Nitsch, Deirdre Boysen, Aufwind, Heike Barth, Wilfried Grenz, Johannes Nitsch                         | Blue Rose      |
| 1982 | Martin Luther King – Ich habe einen Traum | Coretta Scott King, Eberhard Weber, Curt Cress, Johannes Nitsch                                                             | Abakus         |
| 1984 | How It Feels To Be Free                   | Pat Garcia, Eberhard Weber, Werner Hucks, Dieter Falk                                                                       | Abakus         |
| 1986 | Alte Freunde, neue Lieder                 | Cae Gauntt, Werner Hucks, Dieter Falk                                                                                       | Pila Music     |
| 1987 | Und der Himmel begann zu singen           | Cae Gauntt, Pat Garcia, Deidre Boysen, Han An Liu                                                                           | Hänssler Music |
| 1988 | Wie Gott mir, so ich dir                  | Dieter Falk, David Plüss, Dick LeMair, Maja van de Poll                                                                     | Pila Music     |
| 1992 | Leisestärke                               | Michael Blume, Siegerländer Vokalensemble, Hartmut Sperl, Mario Mammone                                                     | RM Musik       |
| 2010 | Weihnachten im Apollo                     | Dieter Falk, Sohei Takahata, Susanne Weinhöppel, Mario Mammone, Siegfried Fietz, Vokalensemble TonArt, Mohamed El-Chartouni | Abakus         |
| 2014 | Der ungesungene Claudius                  | Siegfried Fietz, Vokalensemble TonArt, Eva Lind, Dorian Rudnytsky, Dieter Falk                                              | Abakus         |